# Ádullam
Ádulam es una villa antigua de Israel, a 24 km al suroeste de Jerusalén. La caverna de Ádulam, situada a las afueras, fue desde los primeros tiempos un lugar de refugio. Es mencionada varias veces en la Biblia como el paraje donde se dice que se escondía David de Saúl. Hoy en día, Ádullam determina una región de Israel cerca del valle de Elah, hacia el sur de Bet Shemesh, en el oeste de Gush Etzion. Adulam está a 24 km al oeste de Belén hacia el mar y a 3 km de Soco, el lugar donde se dice que David mató a Goliath.

## Galería

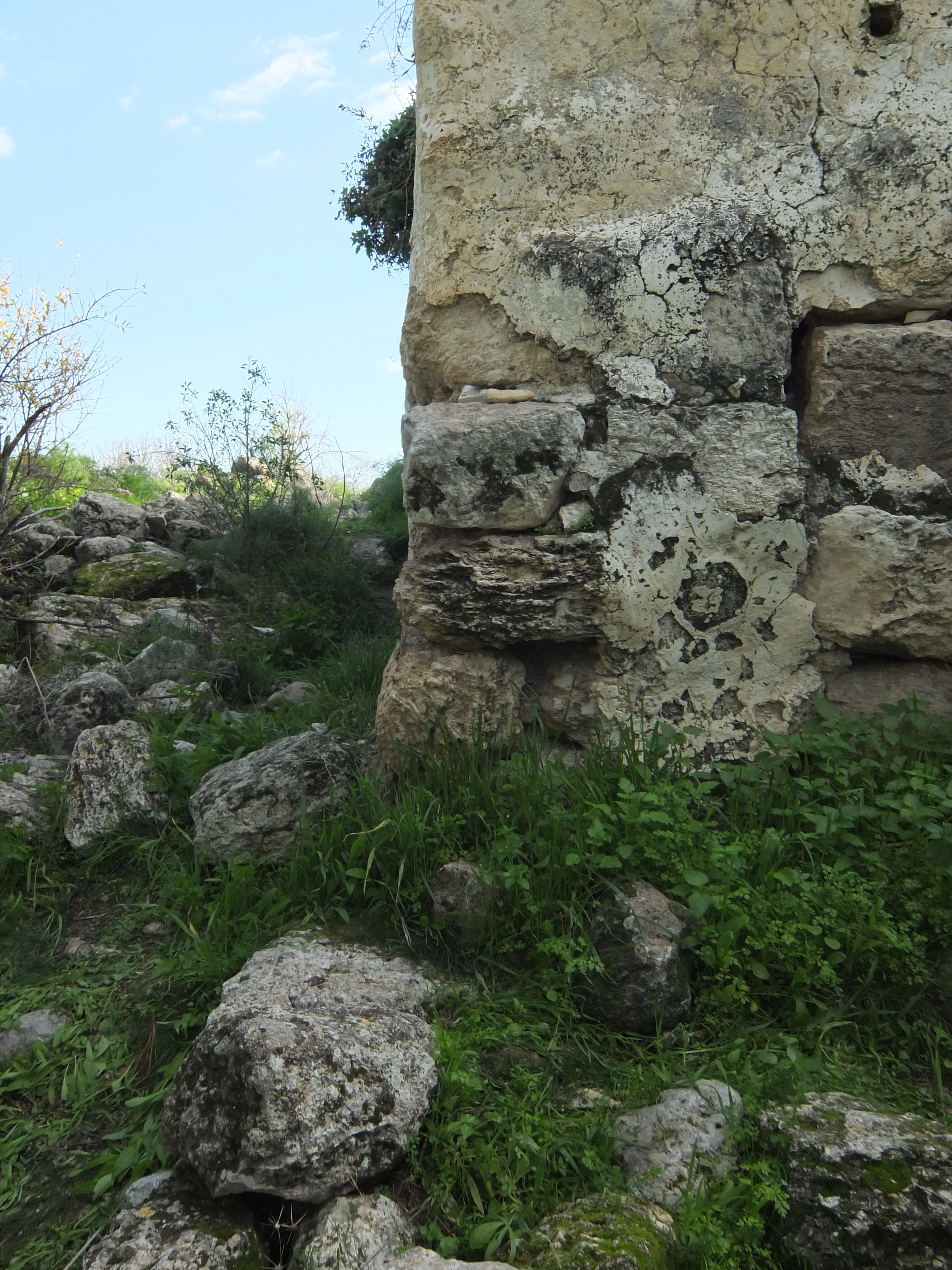
Old stone structure (Wely) at Adullam (upper site)
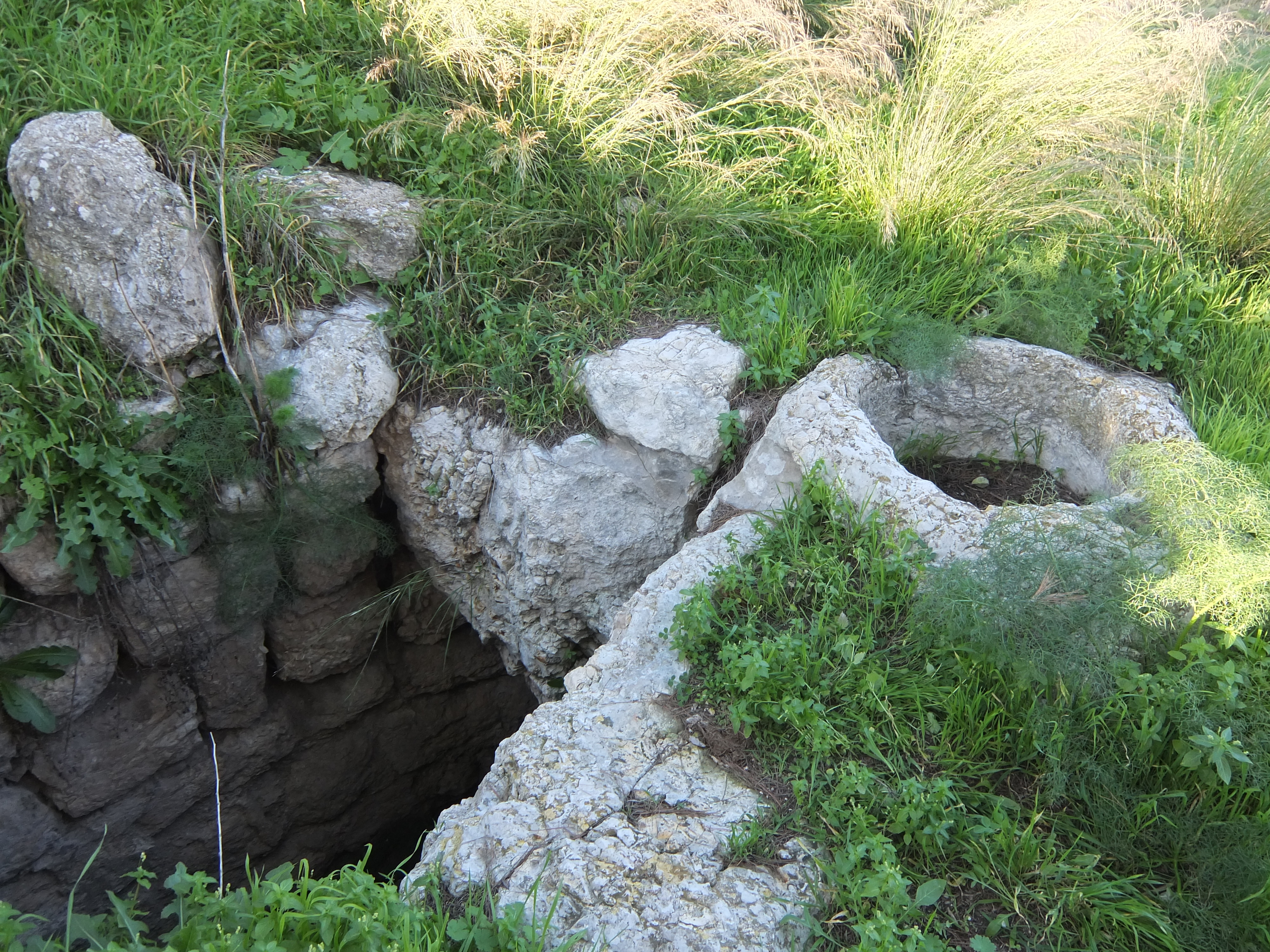
Photo of cavern and cistern at ancient ruin, Sheikh Madhkour
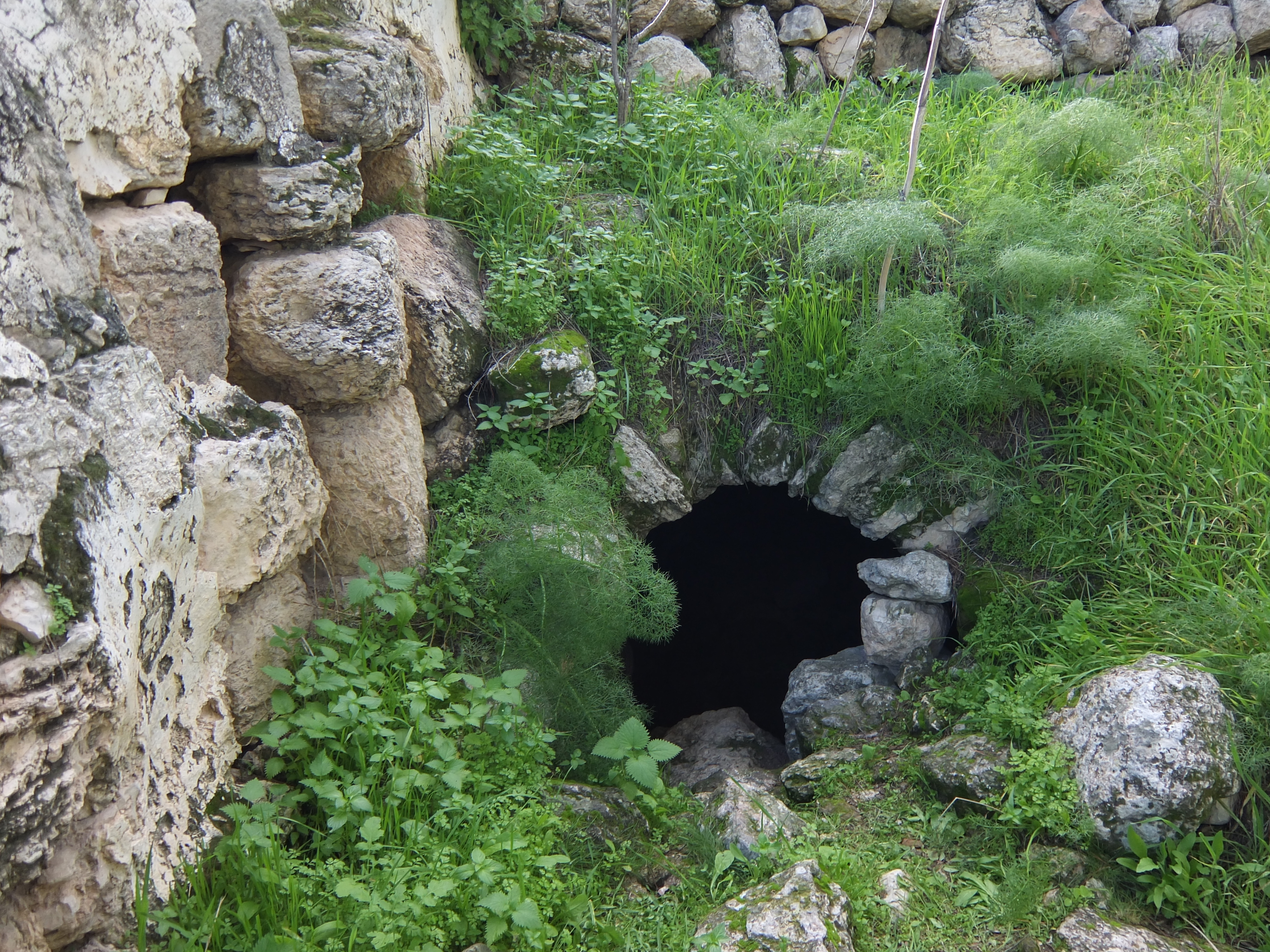
Cave entrance in Adullam (upper site)
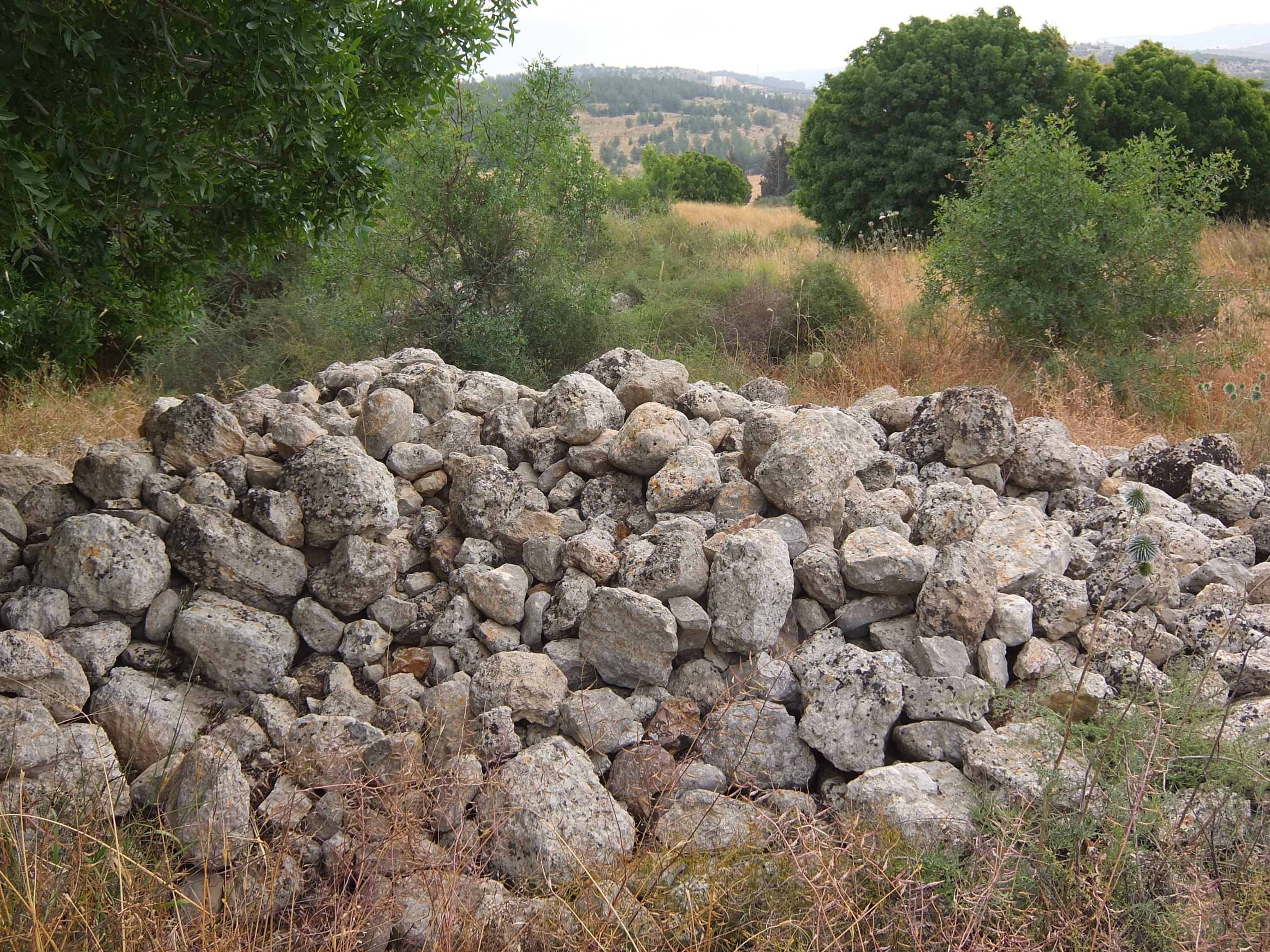
Heap of boulders at lower site, ʻEid el-Mieh
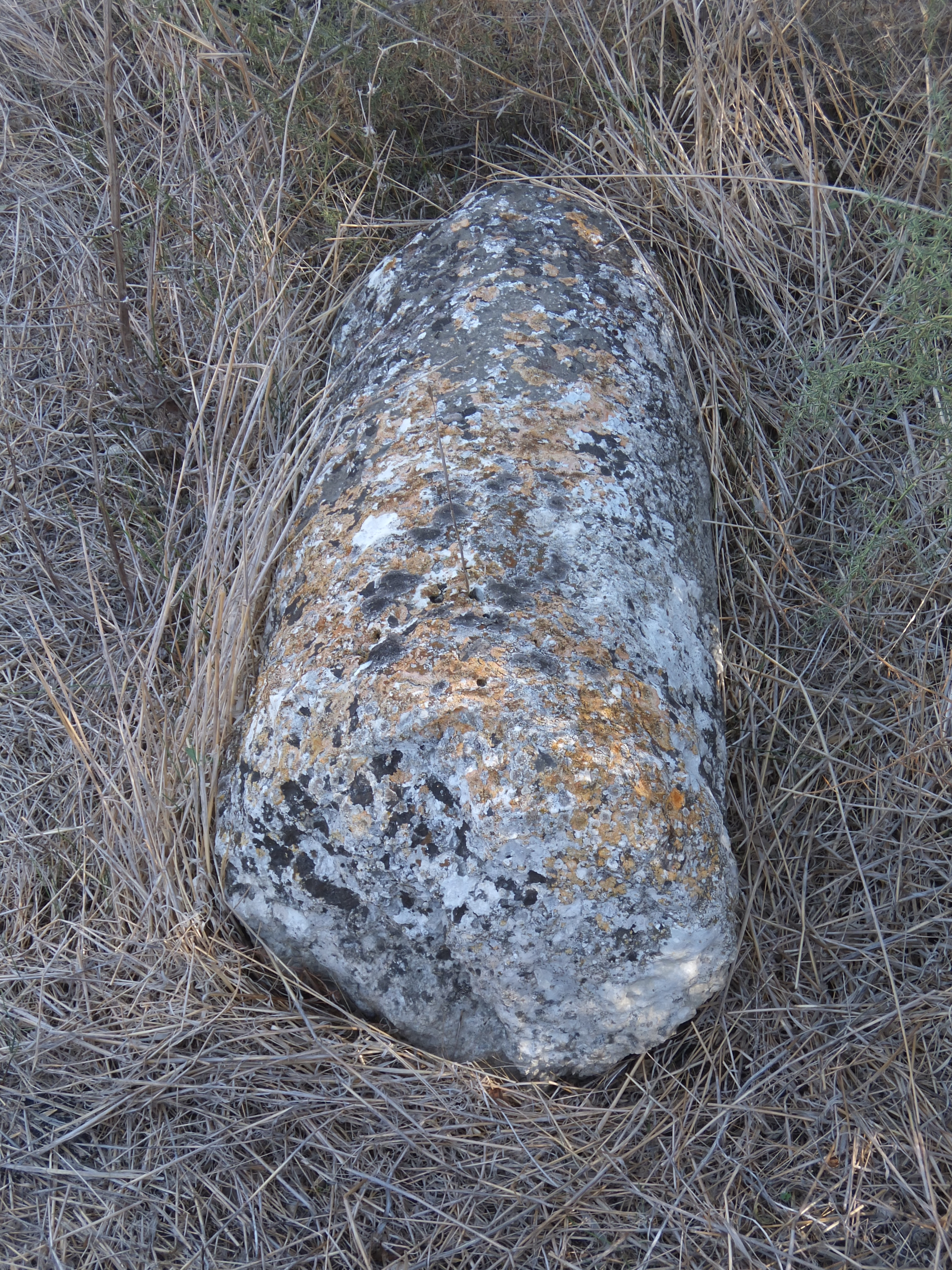
Broken stone column at the lower Tel Adullam site
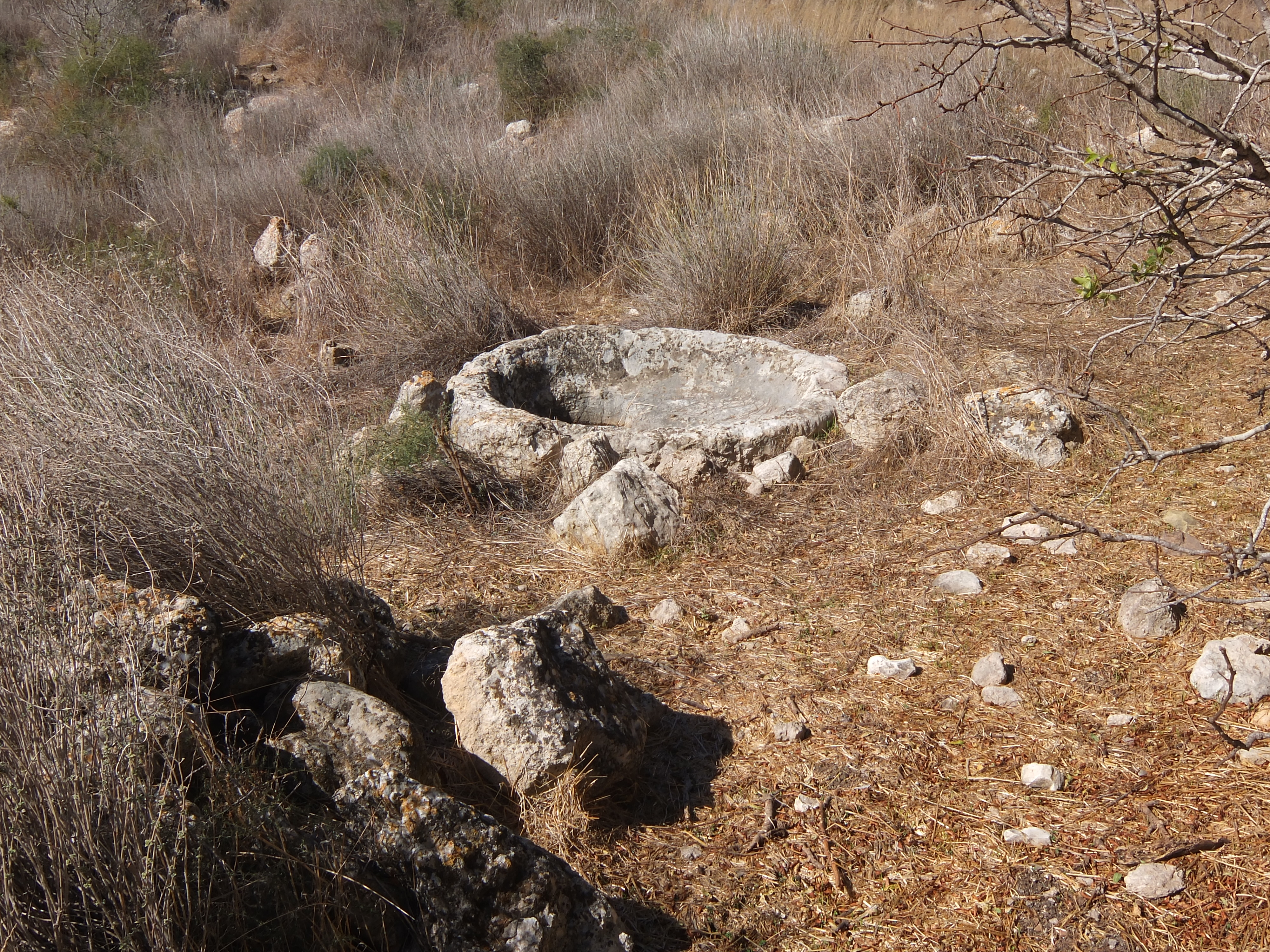
Stone trough at the lower Tel Adullam site
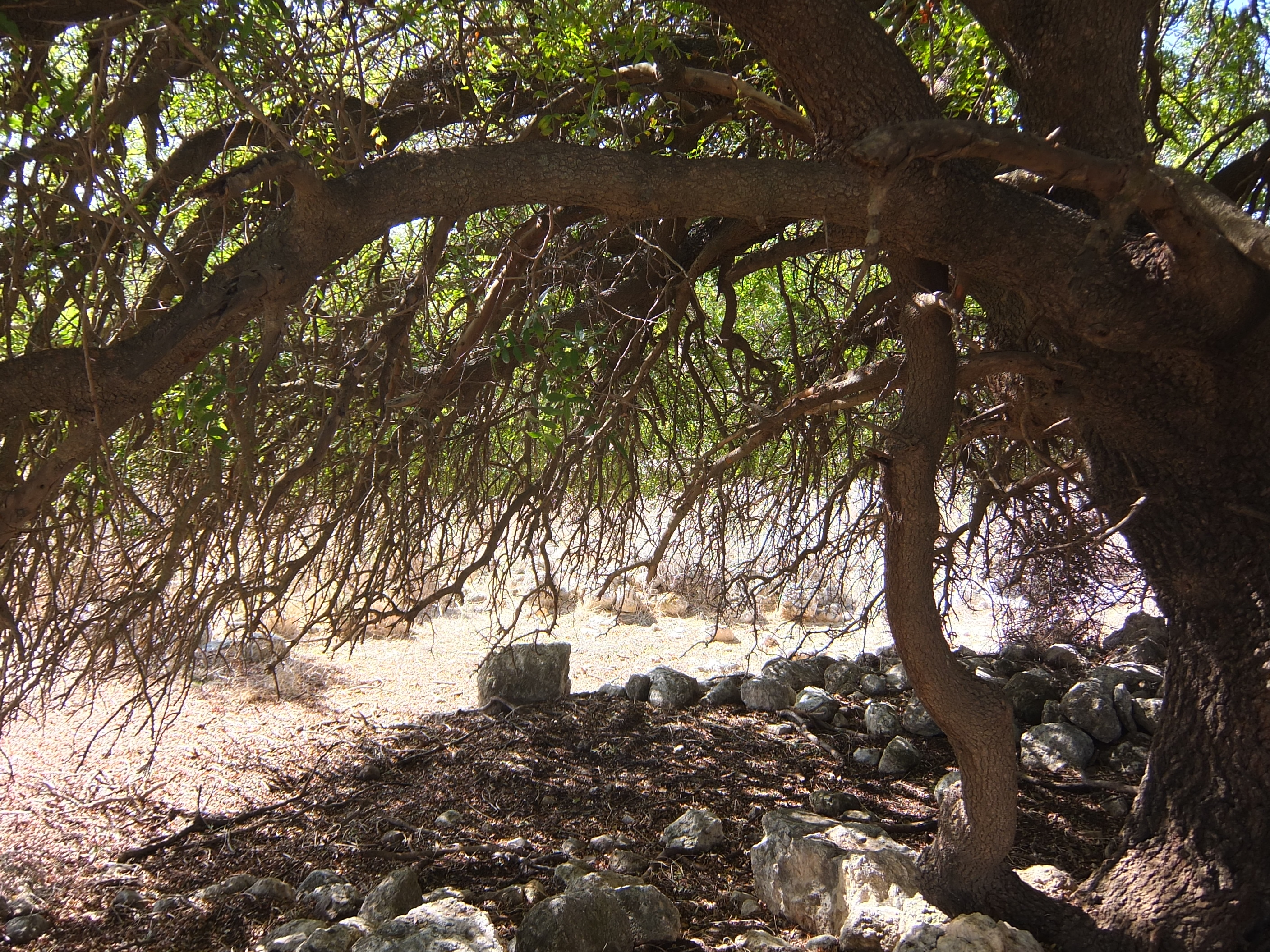
Shade tree in the Adullam ruin
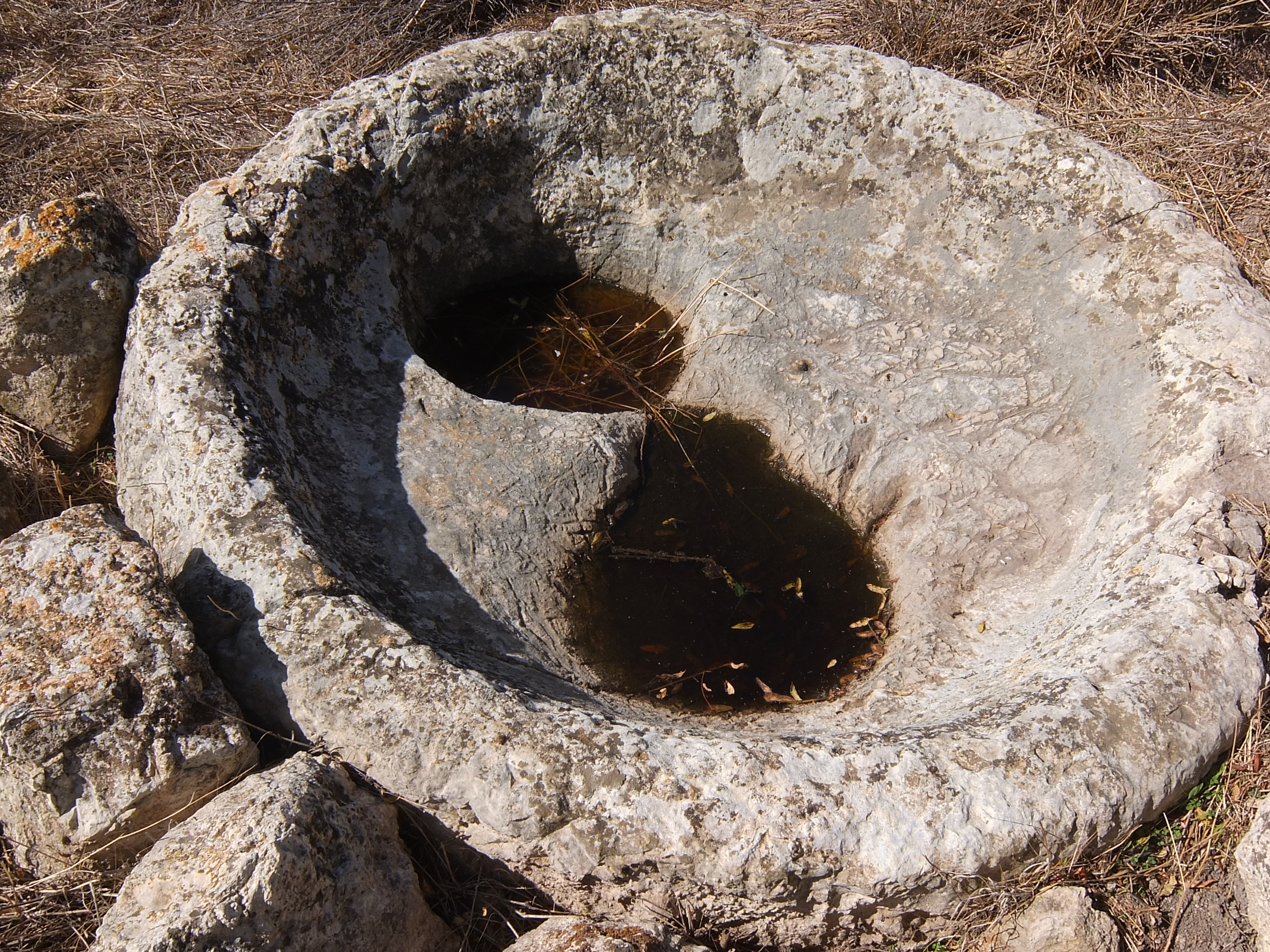
Stone trough at Eid el Miah
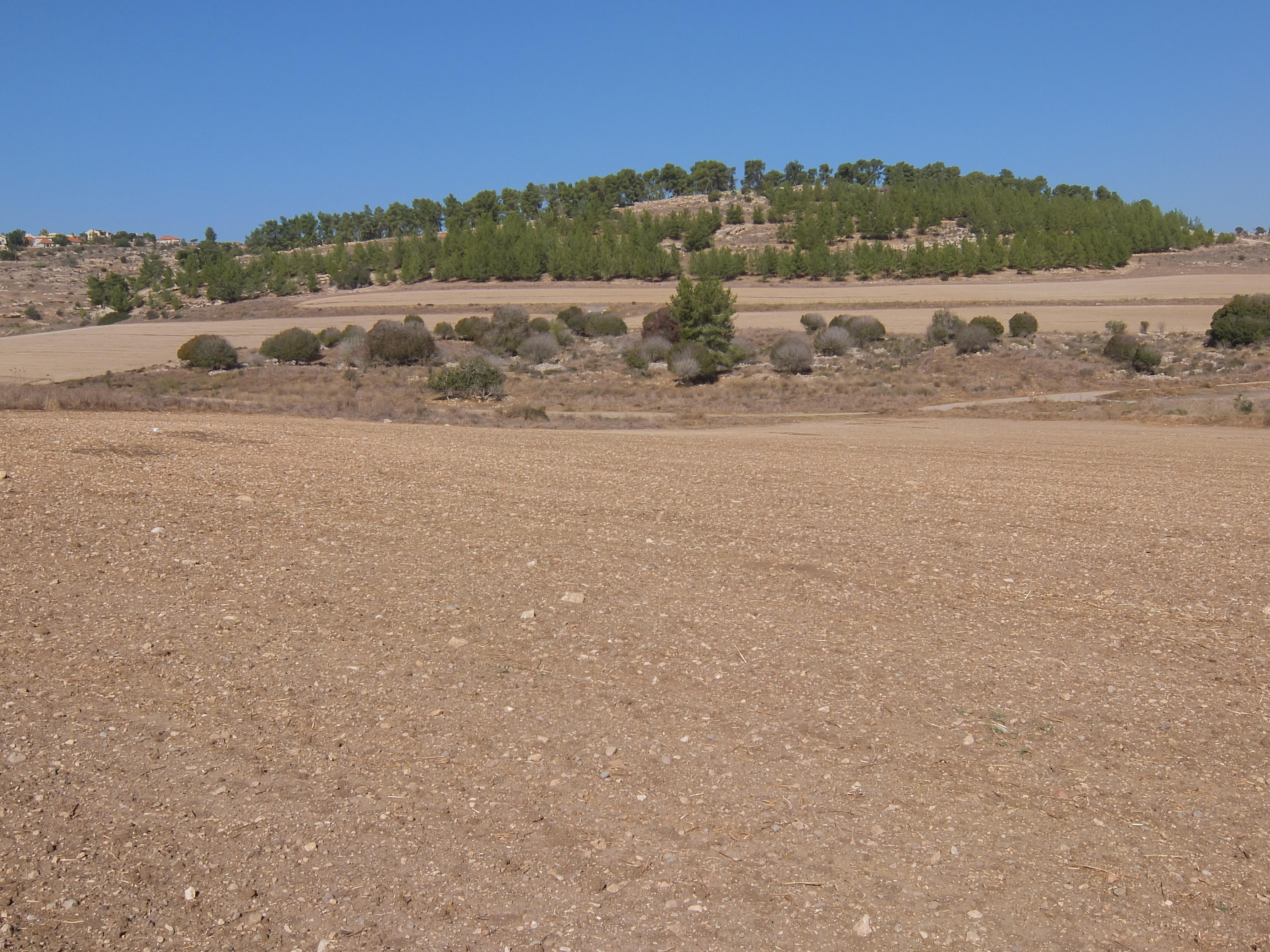
Tel Adullam (Eid el Miah) in foreground
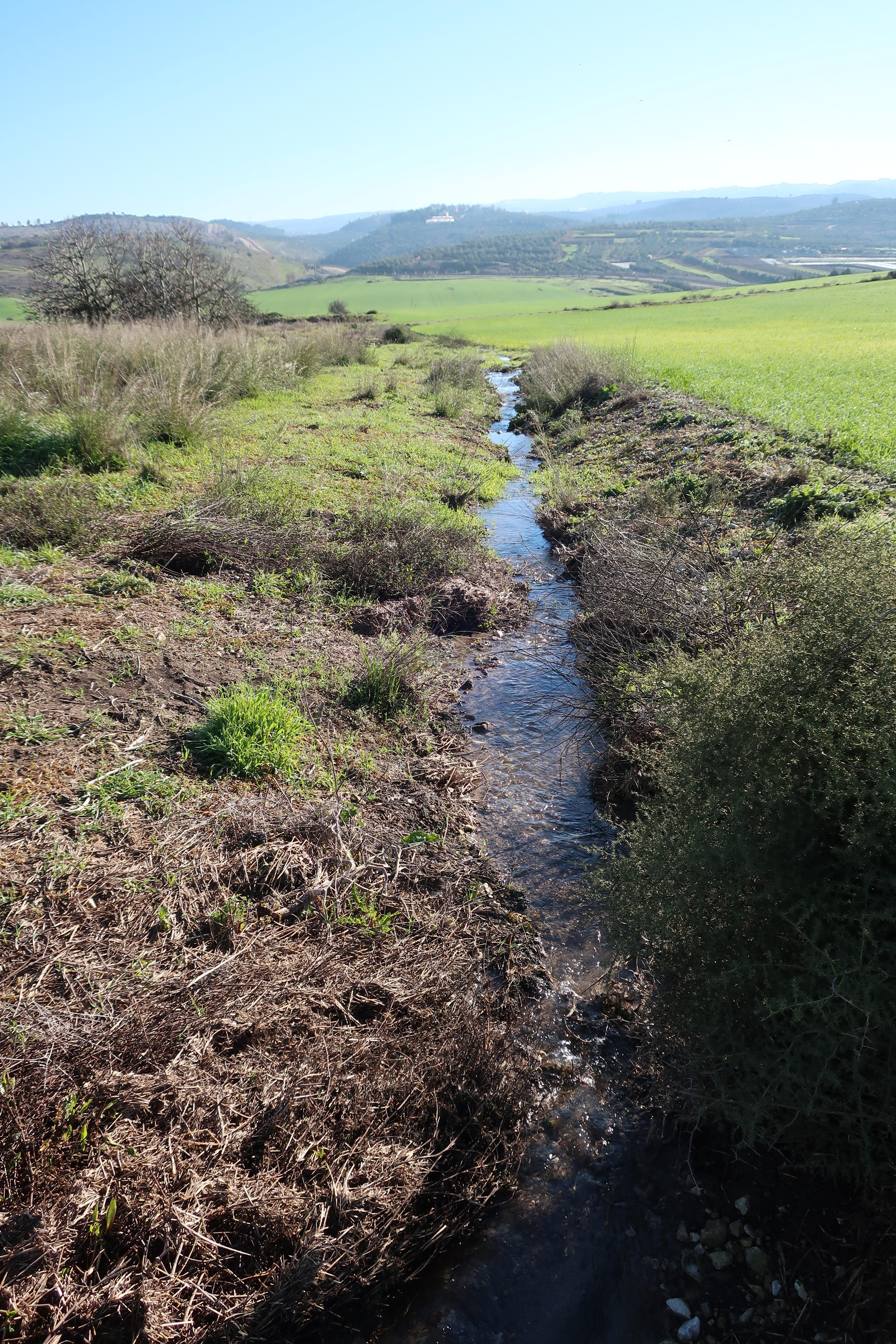
Ephemeral spring at the lower Adullam site
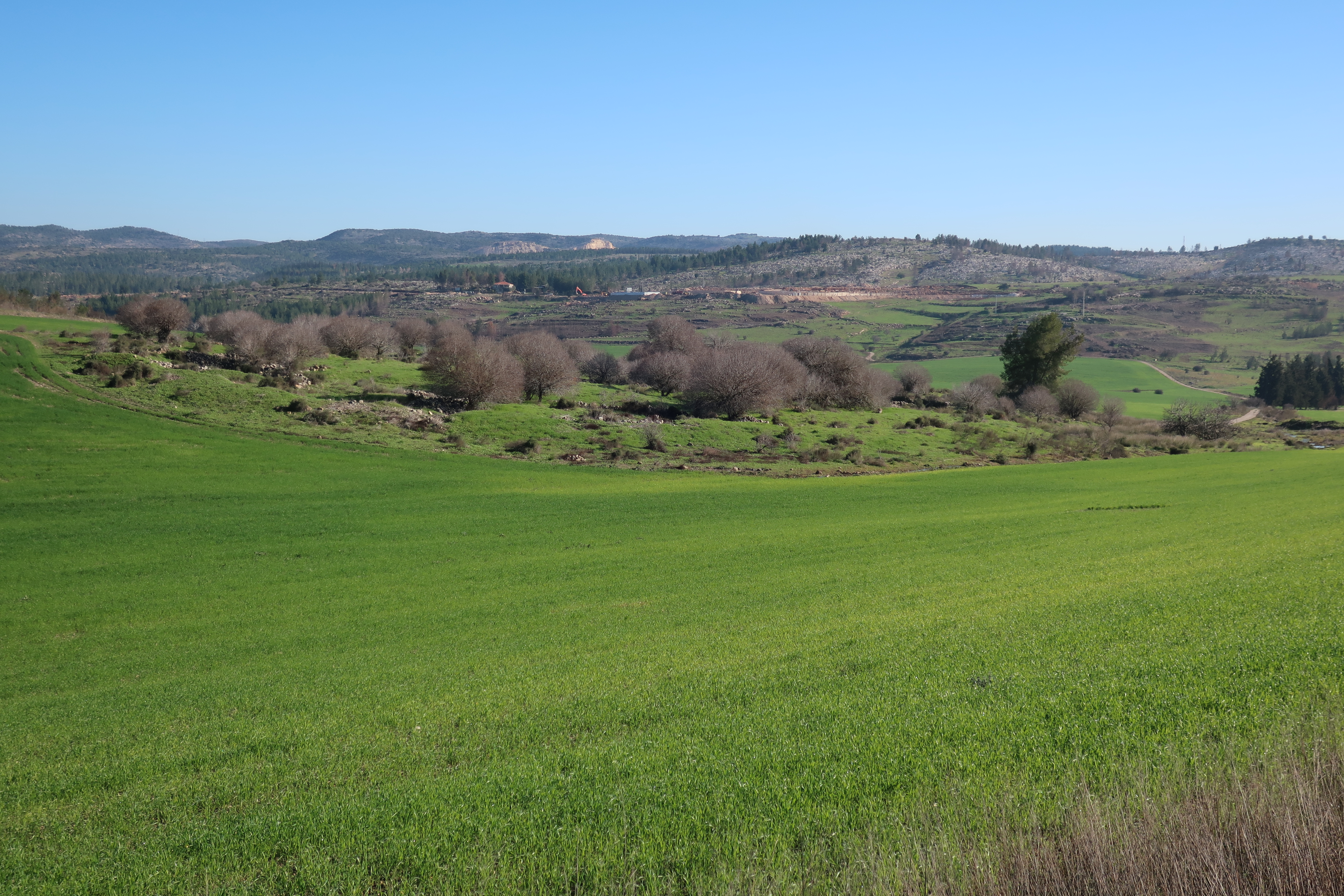
Mound of ancient ruin Adullam (Eid el-Miah), lower site
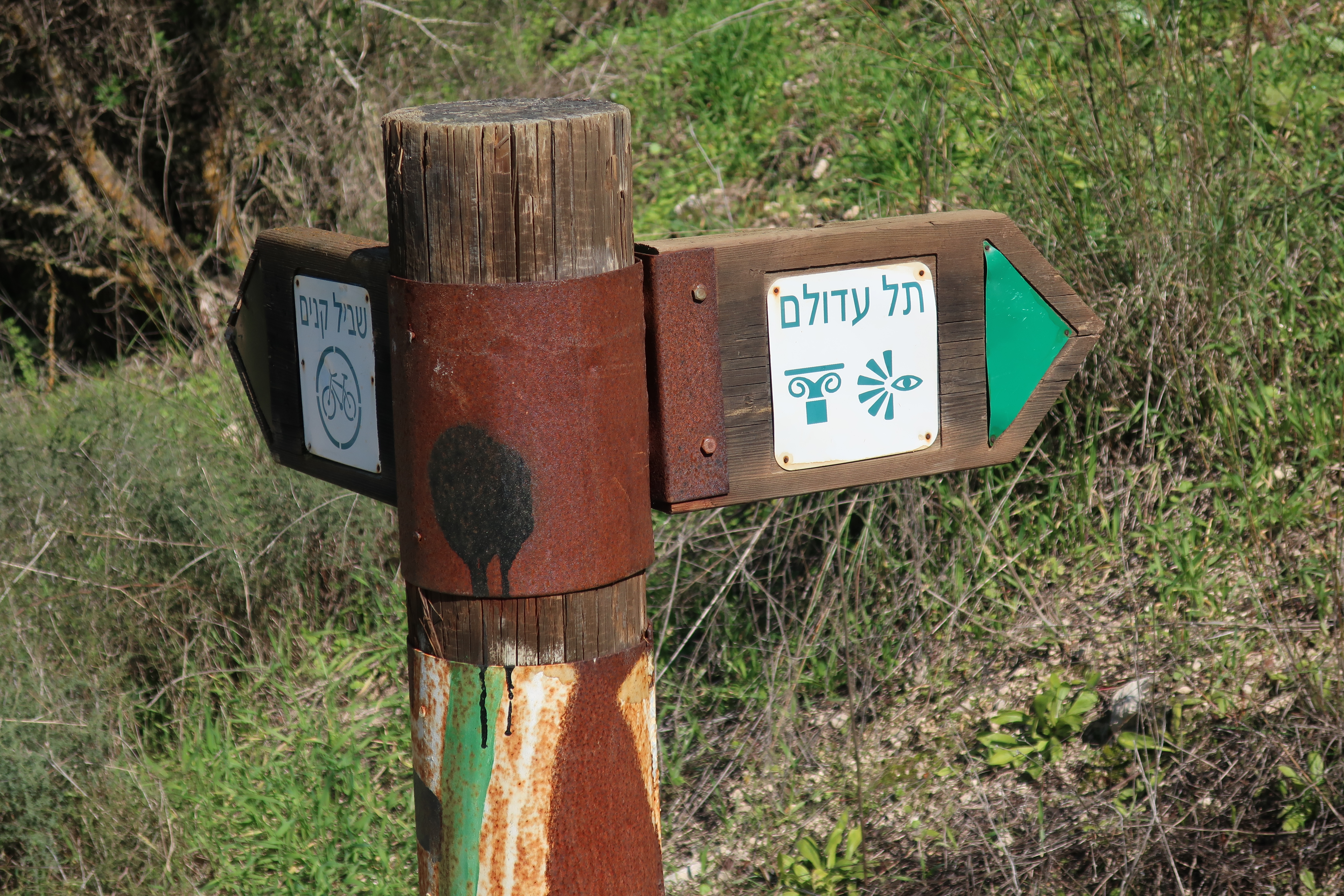
Jewish Agency sign post of Tel Adullam
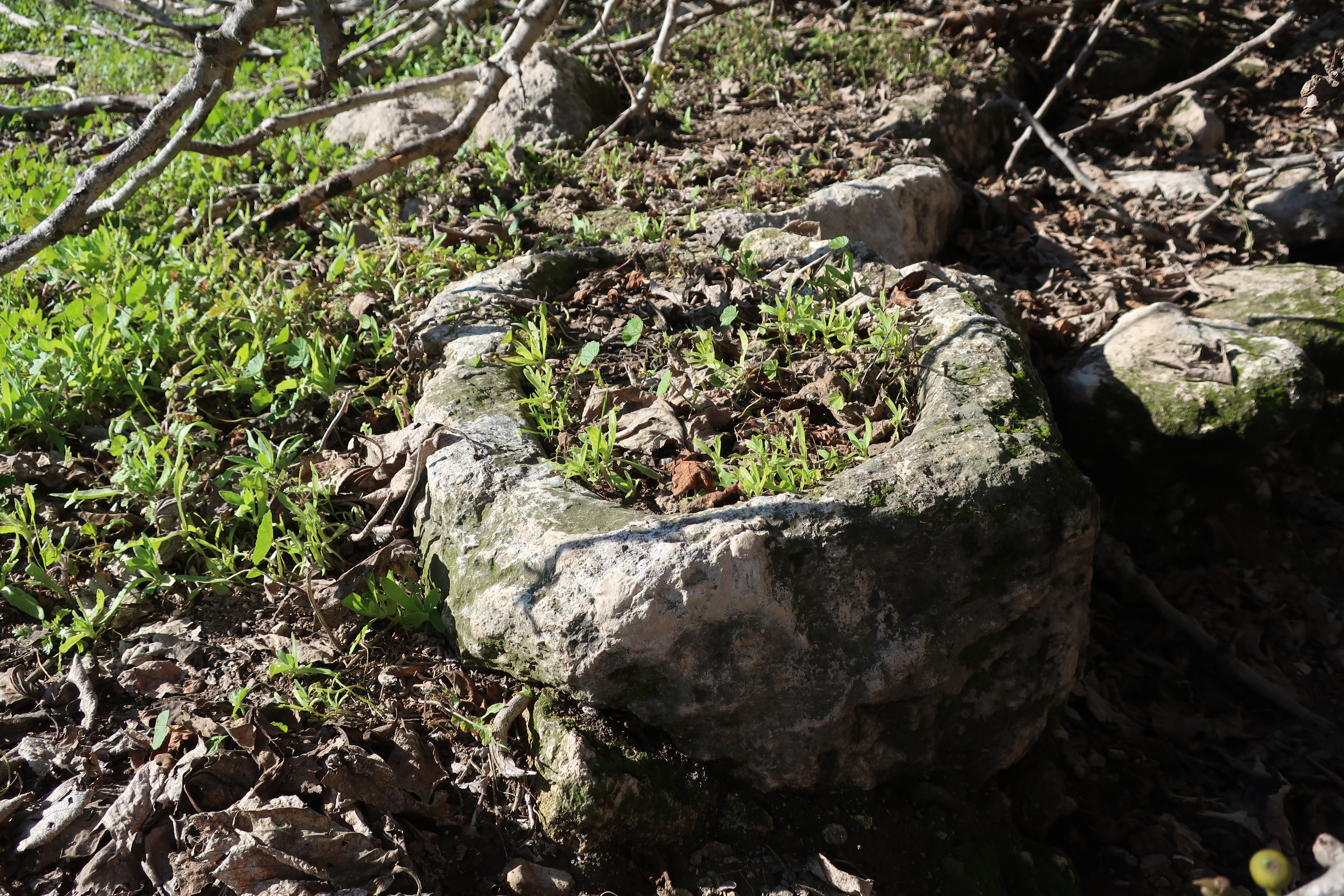
Stone trough near lower Adullam site
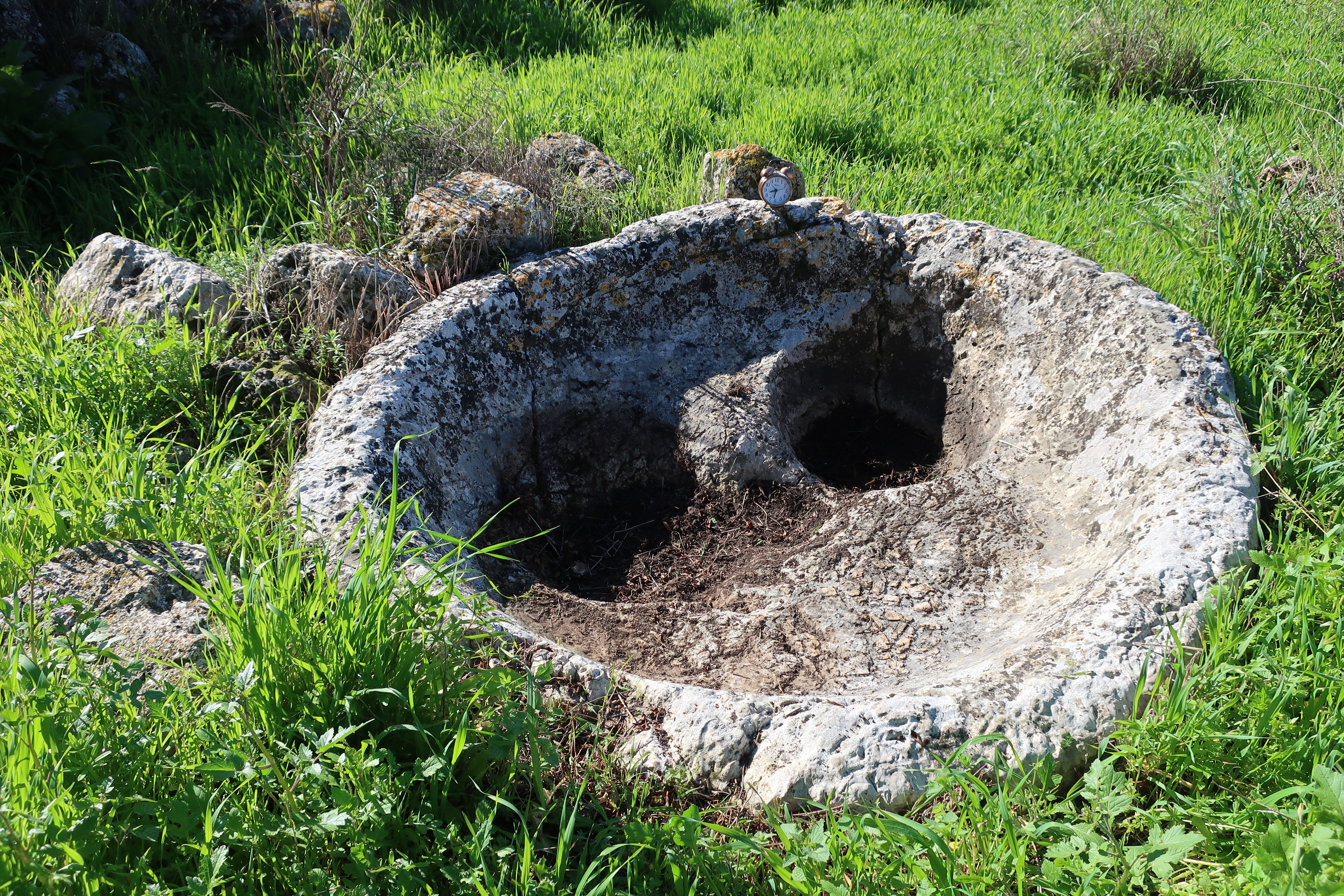
Ancient ruin of Adullam
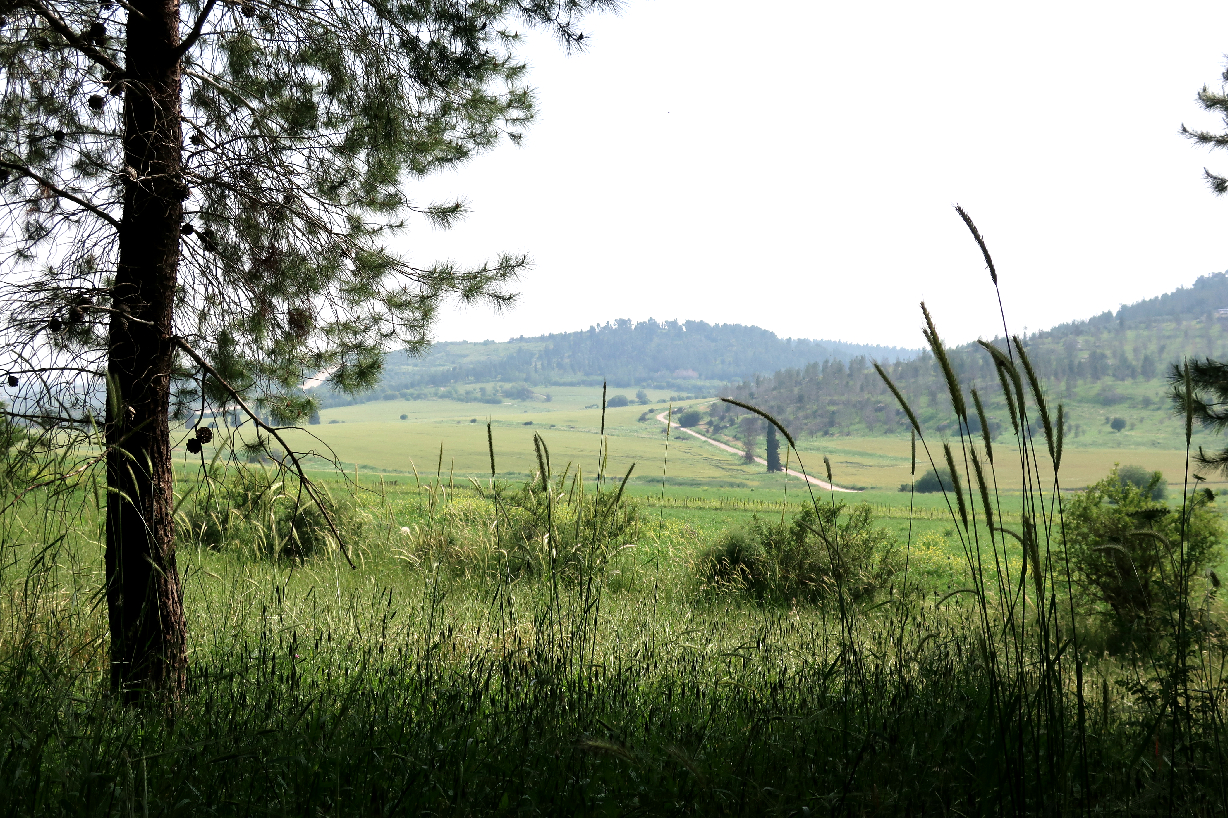
The road to Adullam
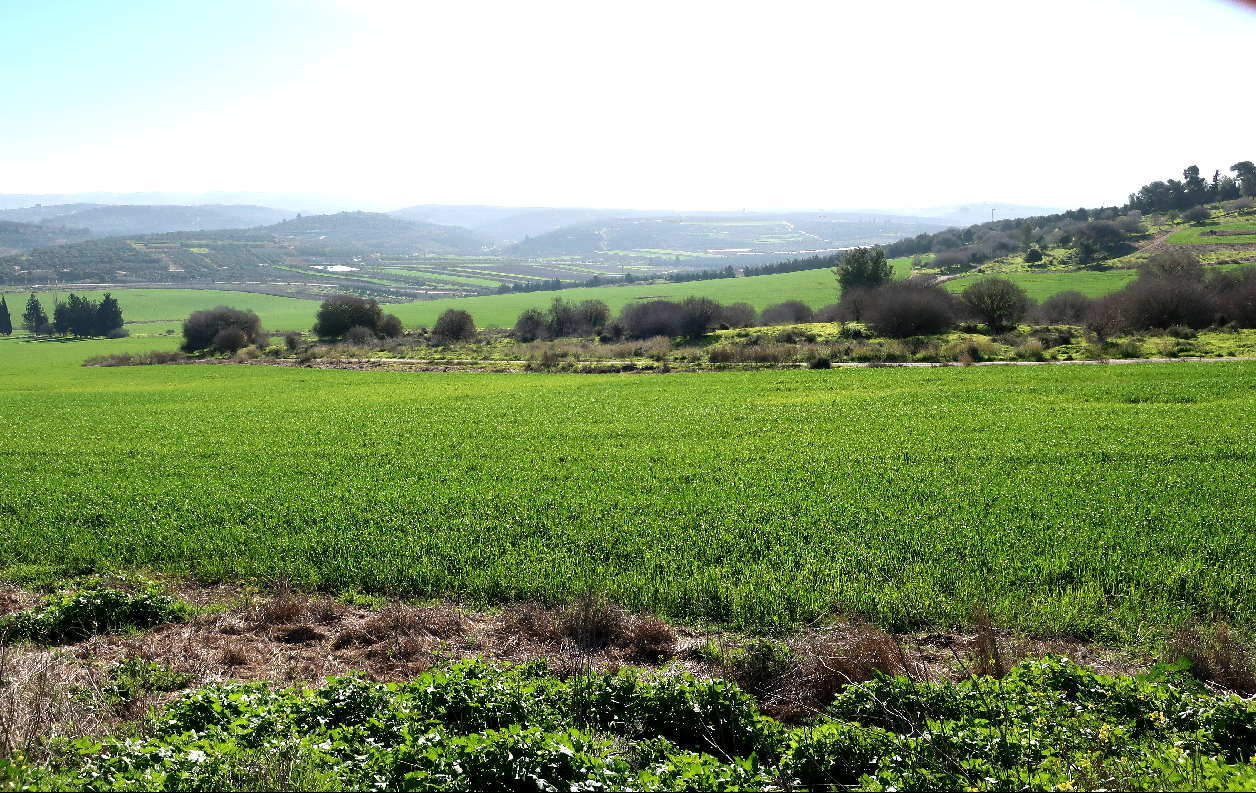
Biblical ruin of Adullam (in foreground)